# Pont Saint-Martin
Il Pont Saint-Martin (pronuncia fr. pɔ̃ sɛ̃ maʁtɛ̃ - in patois valdostano Pon Sèn Marteun, in lingua walser Martinstäg) è un ponte romano ad arco ribassato in pietra, che si trova a Pont-Saint-Martin, nella bassa Valle d'Aosta.
Fu costruito all'inizio del I secolo a.C. durante l'impero di Ottaviano Augusto. Con una campata unica di circa 36 metri (secondo altre fonti: 31,4 m) e uno spessore della volta all'incirca di un metro, è considerato tra i più grandi e audaci ponti dell'antichità.
È adibito alla circolazione stradale da più di duemila anni.

## Viabilità e datazione
Il Pont Saint-Martin si trova nella località omonima, nella bassa Valle d'Aosta, poco a monte della confluenza tra il Lys e la Dora Baltea. Il ponte faceva parte della strada romana delle Gallie, che percorreva la Valle d'Aosta, diramandosi in due all'altezza di Augusta Prætoria Salassorum (Aosta), per dirigersi verso il Grande e il Piccolo San Bernardo verso la Gallia. Il ponte fu ampliato progressivamente nel secondo e primo secolo a.C. nel corso dell'espansione romana al di là delle Alpi.
L'edificazione del ponte oggi esistente potrebbe ricadere nel periodo di Augusto, che dopo l'annessione della città di Aosta nel 25 a.C. e la sua rifondazione come colonia romana di Augusta Praetoria fece rinnovare da cima a fondo il sistema stradale locale. Le fondamenta di pietre lavorate, che si distinguono chiaramente sul rivestimento soprastante di pietre di cava, hanno dato adito all'ipotesi che una precedente costruzione con una campata di grandezza simile potrebbe essere stata edificata già nel 141 o 120 a.C. durante la costruzione della prima strada militare nella valle, ma a causa della tecnica cementizia non ancora matura non avesse avuto lunga durata.

## Costruzione
Il Pont Saint-Martin si distingue dal punto di vista della tecnica edilizia dai tipici ponti romani per una serie di caratteristiche particolari, soprattutto per la sua campata insolitamente grande e per l'arco della volta oltremodo sottile, che mostra inoltre un carattere a forma di segmento circolare.
La luce del ponte è di ca. 36,65 m (31,4 m), con cui l'architettura è in ogni caso da annoverare tra i più grandi ponti romani ancora esistenti. L'ampiezza è di 5,8 m, per quanto il parapetto su entrambi i lati restringa lo spazio carrabile a 4,6 m. L'altezza raggiunge 12 m dai piedritti fino alla superficie della carreggiata e 13,6 m fino all'estremità superiore del parapetto.
Il Pont Saint-Martin rientra tra i pochi ponti ad arco piatto conosciuti dell'antichità: il centro dell'arco si trova 5,8 m al sotto delle imposte, attraverso cui la volta a botte descrive un settore circolare di 144 gradi. Con un rapporto tra luce e freccia di ca. 3,3 a 1 il ponte si discosta piuttosto chiaramente dai tipici ponti romani ad arco semicircolare, nei quali erano ricavati unicamente due metri di lunghezza per un metro di altezza. Il profilo più piatto dell'arco otteneva un risparmio di materiale in verticale, ma rendeva anche necessari piedritti più robusti sulla scarpata, per assorbire il maggiore spostamento laterale. La vicinanza al Ponte di pietra di Aosta, che si trova sulla stessa sezione stradale e fu costruito ugualmente sotto Augusto, potrebbe far concludere per un consolidamento locale della tecnica dell'arco segmentale.
Il carattere particolare del Pont Saint-Martin diventa riconoscibile anche nei suoi 71 cunei portanti, che presentano solo un modesto spessore approssimativamente di 1,03 m. Secondo l'ingegner Colin O'Connor è il rapporto tra spessore dell'arco e luce il parametro più importante nella costruzione dei ponti di pietra ad arco. Gli architetti romani seguivano solitamente un approccio piuttosto conservatore ed evitavano nei ponti più grandi spessori che misurassero meno di 1/20 della luce. Questo valore nel Pont Saint-Martin si abbassa audacemente a un rapporto di 1/34, che resta insuperato tra gli oltre quaranta ponti romani esaminati da O'Connor.

## Museo del ponte romano
In una saletta d'esposizioni in Piazza IV Novembre, accessibile da una scalinata e poco distante dal ponte, è stato allestito il piccolo museo del ponte romano.